# Heracles inexpectatus
Heracles inexpectatus је изумрла врста папагаја са Новог Зеланда који је живео током раног миоцена. Врста је описана на основу фосилних остатака откривених 2008. године у Сеинт Бетансу, Отаго, Нови Зеланд. Верује се да је врста била висока око један метар и тешка скоро 7 килограма, те се претпоставља да је била нелетачица, управо због њене тежине. Сродна је модерном какапоу, а хранила се воћем, орашастим плодовима и бобицама. Своје станиште делила је са 5 других врста папагаја из рода Nelepsittacus, као и са неколико других врста птица из фауне Сеинт Бетанса. Heracles inexpectatus је највећа врста папагаја која је икада постојала.